# 弗朗索瓦·密特朗
弗朗索瓦·马里·阿德里安·莫里斯·密特朗（法語：François Marie Adrien Maurice Mitterrand，法語：[fʁɑ̃swa maʁi adʁijɛ̃ mɔʁis mitɛʁɑ̃] ⓘ；1916年10月26日—1996年1月8日），法国政治家，曾任法國總統兼安道爾大公和法国社会党第一书记，是法兰西第五共和国首位左翼總統。

## 早年
1934年，曾參與極右運動，當時屬於一個反猶太人与火十字团相关的團體；之後到巴黎，於1937年畢業於巴黎政治學院。1939年9月，由於法國參與第二次世界大戰於是從軍。其後由於負傷被德軍捕獲，但他於1941年12月逃回法國。1942年被迫在維希法國政權下從事工作。
1943年8月16日，由於他在戰前參與國家主義運動，並積極參與維希法國政權，故獲得勳章。同年12月，參加自由法國，從事地下活動。
1944年，巴黎光復後，他參與戴高樂的臨時政府。
1946年，在涅夫勒省當選國民議會議員，其後他反對戴高樂，加入第四共和的左翼政府，期間曾出任退伍軍人部長、海外領地部長、國務部長、內政部長、司法部長，直至1958年戴高樂再度上台為止。

## 从政
1965年，被選為左派的統一候選人參與總統選舉，雖然與戴高樂爭奪失敗，但在第二輪決選投票中他得到近45％的選票，由此成為最具影響力的反對派領袖。
1971年，被選為社會黨第一書記。
1974年，戴高樂的繼任人、總統龐畢度在任期間因為卡勒氏病逝世。他再次代表左派參與總統選舉，在第二輪投票中得到49.2％的選票，以些微差距敗給季斯卡。
1981年，再次參選，與競選連任的季斯卡對決，得到51.8％的選票勝出，成為第五共和第四位總統，也是首位民選的左翼總統。

## 總統任期

### 第一任期
密特朗主政期間，施行了擴大有薪假期、削減法定工作時間、廢除大學入學試，廢止死刑等以及把部分私人企業國有化、擴大社會保障費等政策。
由於一連串的經濟問題，故使社會黨在1986年法国立法选举中大敗，任命右派政治家希拉克為法國總理，產生保守派內閣，亦出現第一次正式的“換軌”。

#### 經濟政策
1982年，由於失業者不斷增加，密特朗削減公共支出、轉回自由主義的政策。

#### 國內
在密特朗任內，接續前任的四個大型建設，開啟新的四個大型建設，號稱密特朗的“八大功绩 ”(Grands Travaux)，改變了巴黎的天際線：卢浮宫金字塔、奥赛博物馆、维莱特公园、阿拉伯国际研究所、巴士底歌剧院、新凱旋門、经济、财政和工业部大楼、法国国家图书馆。

### 第二任期
1988年的總統選舉，他在第二輪投票中以54%的得票率，擊敗希拉克成功連任，接下來的國會選舉社會黨亦勝利，故再次由社會黨人出任总理。
1993年國會大選，右派取得壓倒性勝利，他再次任命右派推舉的巴拉杜為總理。第二次左右共治成立。
1993年12月，司法報告指出密特朗及其子 Libourne 市長 Gilbert Mitterrand 長達數十年接受某位企業家贈款，此前該企業無息貸款給前任總理皮耶·貝赫戈瓦，事情曝光後，貝赫戈瓦自盡。
1995年5月17日，任期屆滿卸任，把權力移交予希拉克。

### 外交

#### 歐洲政策
密特朗支持歐洲共同體擴大，包括西班牙和葡萄牙（兩國於1986年1月加入）。1986年2月，他幫助了《單一歐洲法》生效。他與赫爾穆特·科爾增進了法德關係。《馬斯特里赫特條約》於1992年2月7日簽署。該條約經公民投票批准，得到了51％以上的選民的批准。
英國首相柴契爾夫人對德國統一表示反對，也反對當時討論的《馬斯特里赫特條約》。當時任德國總理的科爾要求密特朗同意西東德合并（法國是需要同意“兩加四條約”的四個盟國之一）。密特朗告訴科爾，他只有在德國放棄馬克並採用歐元時才接受。

## 可能的社会主义
“可能的社会主义”是密特朗提出的一种社会主义主张，他在多部著作中对此进行了详细阐述。1970年，密特朗在《可能的社会主义》一书中首次引入这一概念。他认为，社会主义的最终目标是实现“人”的全面解放，扩大人类的自由责任感，以充分发挥“人”的价值。他指出，苏联模式和北欧模式都不适合法国，只有在可能范围内的“社会主义”才符合法国的愿望和历史传统。“可能的社会主义”的主要内容包括：改革生产关系，反对“国家垄断”，将控制法国经济命脉的大型工业集团和大银行集团国有化，同时保障和促进中小企业的发展，实行“混合经济”体制，以及民主计划与市场相结合；扩大民主，建立民主决策管理机构，实施地方权和工人自治，推行“新的公民制度”，支持多党制；遵循所有道德和伦理原则，充分尊重人及其基本价值等。在社会党执政期间，可能的社会主义在实践中取得了一定成效，缓解了严重的社会矛盾。密特朗多次强调，可能的社会主义与共产主义相对立，他的国有化计划与实现共产主义目标的所有制变革“没有任何联系”。这一理论一直被法国社会党视为党的“理论基础”，并在中下层民众中产生了一定影响。

## 著作
《被死神打断的回忆:密特朗回忆录》1996，中文版1998中国书籍出版社

## 家庭
長子夭折，次子 Jean-Christophe Mitterrand 出任密特朗的非洲事務顧問。
三子 Gilbert Mitterrand 為 Libourne 市長，涉入貪汙案。
與其他法國領導人一樣，以風流聞明，密特朗更是其中翹楚，在婚姻期間與18岁的巴黎罗浮艺术学校的高才生安尼相戀，周旋於原配达尼埃尔這兩個女人之間，藏了近20年才認領他們的私生女玛扎利娜，他還有一位未被認領的私生子。
姪子 Frédéric Mitterrand 是薩科吉總統的文化部長。
妻舅 Roger Hanin 為知名法國演員。

## 逝世
1996年1月8日，密特朗因前列腺癌逝世，享年80岁。近年有資料指出，他本人於1981年當選總統時已經患上癌症，在任期後半時使其難于行使其總統職權。

## 荣誉

### 外国勋章奖章
- 意大利共和国功绩大十字骑士勋章附颈饰（義大利語：Ordine al merito della Repubblica Italiana）（意大利，1982年7月5日公布[8]）
- 恩里克王子勋章大颈饰（葡萄牙語：Ordem do Infante D. Henrique）（葡萄牙，1983年9月29日公布[9])
- 自由勋章大颈饰（葡萄牙語：Ordem_da_Liberdade）（葡萄牙，1987年10月28日公布[9]）
- 一等白狮勋章附颈饰（捷克斯洛伐克，1990年[10]）
- 一等白狮勋章（捷克，1999年追授[11]）